# Blue Bay Marine Park
Der Blue Bay Marine Park (seltener auch Parc marin de Blue Bay; dt.: Blue Bay Meerespark) ist ein Meeresschutzgebiet im Südosten von Mauritius. Das 353 Hektar große Areal wurde im Oktober 1997 zum Nationalpark erklärt. Im Juni 2000 erhielt es auf der Grundlage des mauritischen Fischerei- und Meeresressourcengesetzes den Status als Marine Park (Meerespark). Am 31. Januar 2008 wurde der Blue Bay Marine Park als „Feuchtgebiet von internationaler Bedeutung“ gemäß der Ramsar-Konvention ausgewiesen.

## Geographie
Der Blue Bay Marine Park liegt in der großen Bucht Baie de Grand Port unweit der Stadt Mahébourg im Südosten von Mauritius. Er erstreckt sich über eine Gesamtfläche von 353 Hektar von der Pointe Corps de Garde im Norden bis zur Pointe Vacoas im Süden und umfasst eine Fläche von der Küstenlinie bis einen Kilometer seewärts des Riffkamms. Innerhalb des Areals befindet sich die namengebende Blue Bay mit einem der beliebtesten Strände von Mauritius. Die Wassertiefe variiert von einem bis 150 Meter; an vielen Stellen beträgt sie etwa fünf Meter.
Im Meerespark gibt es zwei Arten von Riffen: ein Saumriff und ein Fleckenriff. Das nur zehn Meter breite Saumriff hat eine Länge von drei Kilometern, mit einer Öffnung nach circa 1,5 Kilometern, und besteht überwiegend aus Korallengeröll. Es wirkt als natürlicher Küstenschutz. Das Fleckenriff zählt wegen seines üppigen Korallenbewuchses zu den wertvollsten seiner Art weltweit.

## Fauna und Flora

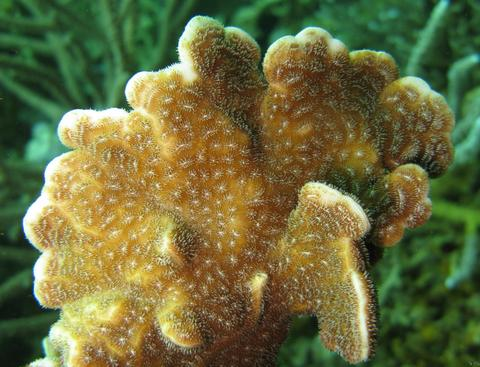
Pavona decussata

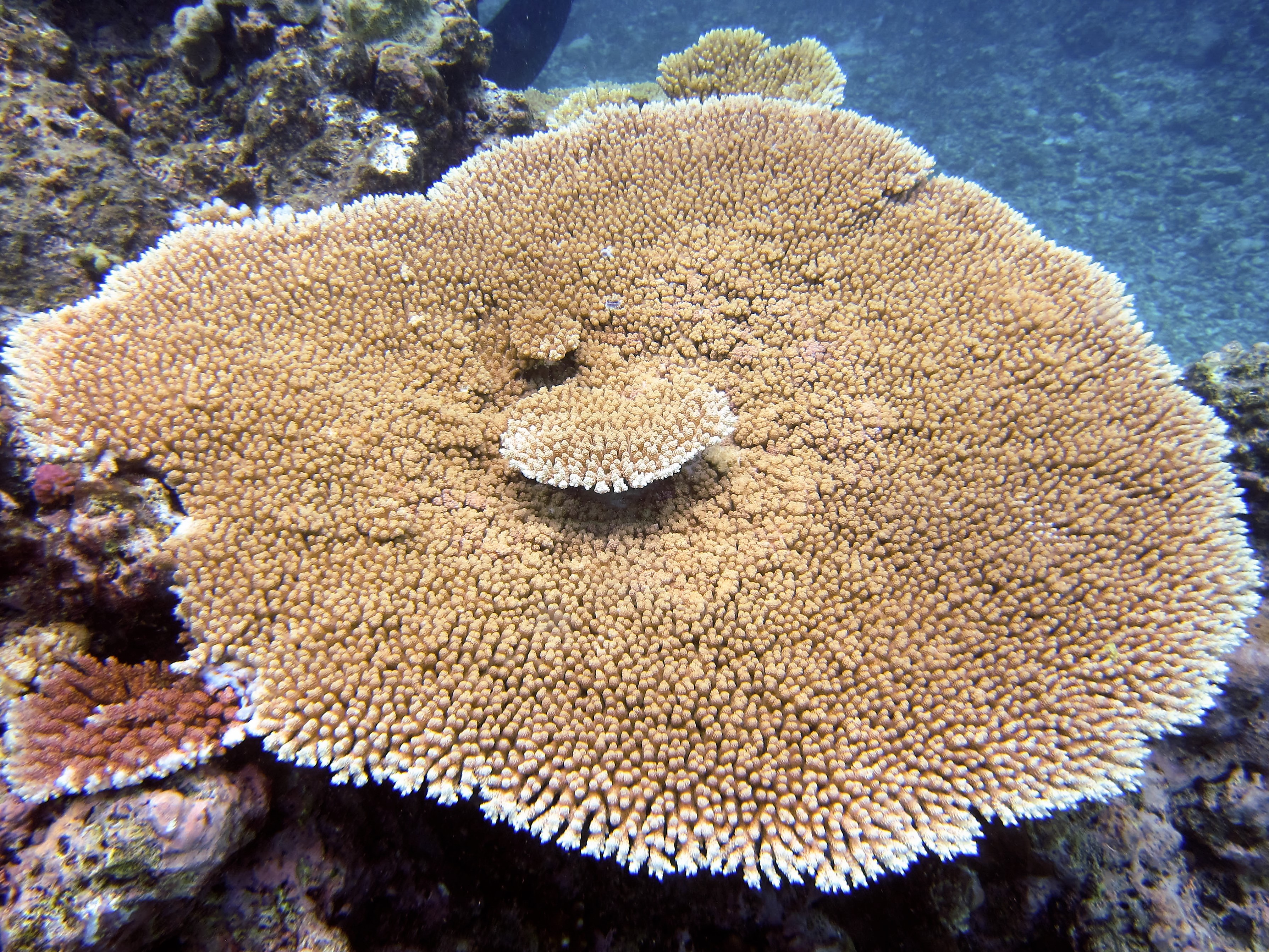
Acropora hyacinthus

### Korallen

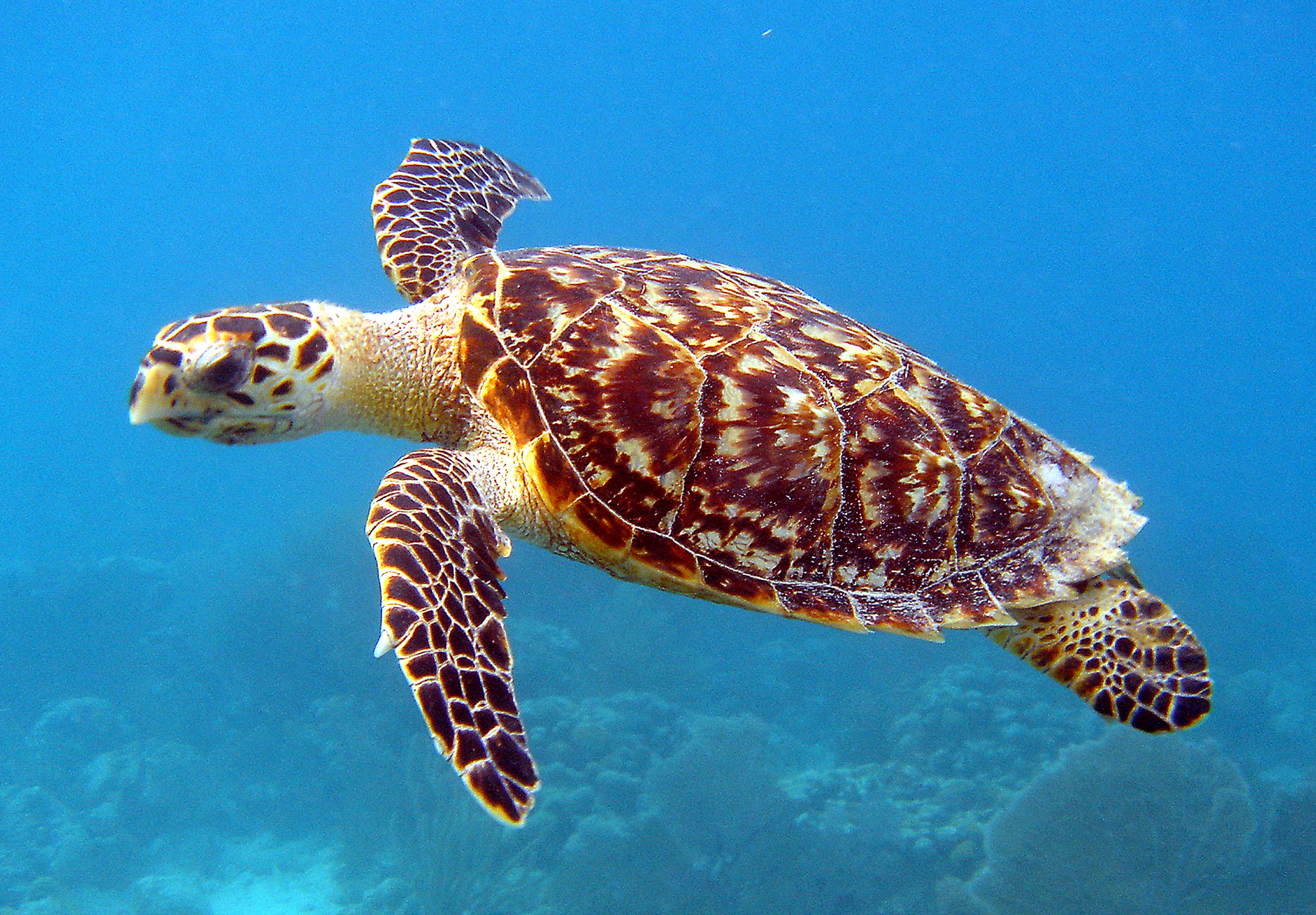
Echte Karettschildkröte

Der Blue Bay Marine Park ist bekannt für seine hohe Biodiversität, die ihn zu einem populären Ziel unter anderem von Tauchern und Schnorchlern macht. Bei Inventuren wurden 38 verschiedene Arten von Korallen registriert, darunter mehrere Acropora-Steinkorallen wie die von der IUCN als „gefährdet“ oder „potentiell gefährdet“ eingestuften Arten Acropora acuminata, Acropora aculeus und Acropora digitifera, Pavona-Steinkorallen wie die „gefährdeten“ Arten Pavona cactus und Pavona decussata, Pilzkorallen, Feuerkorallen und einzelne Hirnkorallen, so ein 1000 Jahre altes Exemplar mit einem Durchmesser von sechs bis sieben Metern. Im Gebiet sind auch große Tischkorallen anzutreffen, etwa die Art Acropora hyacinthus.

### Fische und weitere Meeresfauna
Im Meerespark wurden 72 Fischarten aus 41 verschiedenen Gattungen beobachtet, darunter typische, teils in  Schwärmen auftretende Riffspezies wie Falterfische, Doktorfische, Füsiliere, Papageifische, Junker, Trompetenfische, Augenfleck-Mirakelbarsche und Riffbarsche. Der im Park heimische Mauritius-Anemonenfisch, endemisch in Mauritius, lebt in enger  Symbiose mit einigen großen Seeanemonenarten. Der seltene, ebenso endemische Riffbarsch Stegastes pelicieri wird nur gelegentlich lokalisiert.
Daneben kommen im Park sieben Arten von Stachelhäutern, unter anderem Seeigel und Seesterne, acht Arten von Weichtieren, vier Arten von Seegurken sowie Nacktschnecken und Schwämme vor. Die Grüne Meeresschildkröte wird im Gebiet regelmäßig gesichtet, die einst sehr seltene Echte Karettschildkröte inzwischen auch wieder.

### Flora
Die flachen und sandigen Abschnitte des Parks sind von ökologisch wertvollen Seegraswiesen geprägt, die pflanzenfressenden Fischen als Nahrung dienen und Jungtieren Schutz bieten. Zu den Seegrasarten im Blue Bay Marine Park zählen das Kleinblättrige Seegras (Halophila ovalis) und das Nudelseegras (Syringodium isoetifolium), das die Fähigkeit hat, Flachwasserzonen vor Erosion zu schützen. Unter den 31 registrierten Algenarten dominieren neben Ulva- vor allem Halimeda-Spezies, die durch das Produzieren von Kalksedimenten zur Riffbildung beitragen. In der Gezeitenzone im südwestlichen Teil des Meeresparks finden sich zwei Arten von Mangrovenbäumen, nämlich Rhizophora mucronata und die seltenere Brugeira gymnorhiza.

## Verwaltung

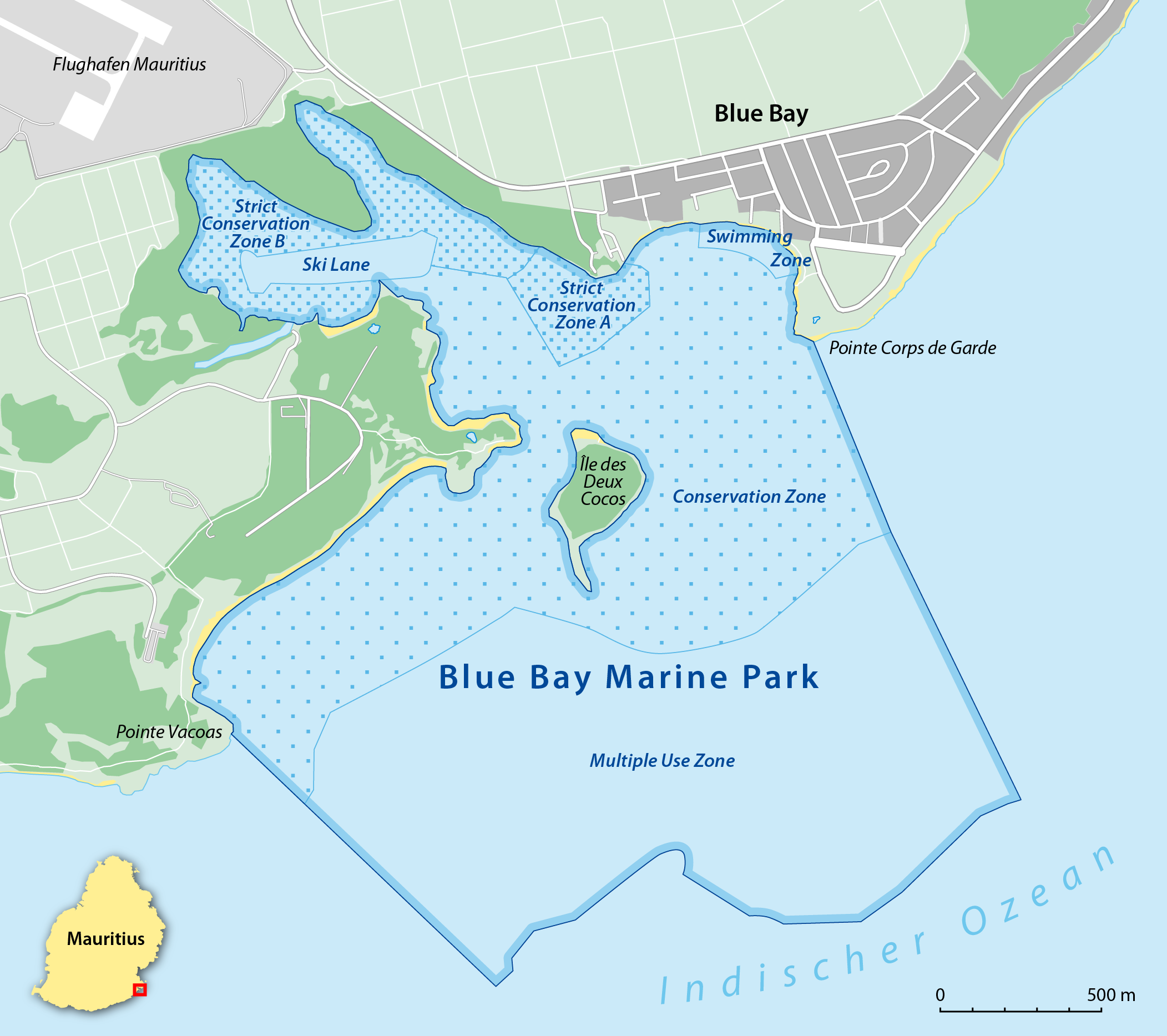
Zonenkarte des Blue Bay Marine Park

Das Meeresschutzgebiet ist in verschiedene Zonen eingeteilt. In der „Swimming Zone“ (Schwimmzone) und in der „Ski Lane“ (Wasserskispur) sind sportliche Aktivitäten erlaubt. Dagegen sind in zwei „Strict Conservation Zones“ (Strengen Schutzzonen) mit einer Ausdehnung von insgesamt 38 Hektar jeglicher Bootsverkehr sowie Fischerei untersagt. Unbefugte Personen dürfen in diese Zonen nicht einfahren oder sich dort aufhalten. In einer weiteren, weniger strengen „Conservation Zone“ (Schutzzone, 146 Hektar) ist Fischerei ebenso verboten, außerdem der Verkehr mit bestimmten Motorbooten. Das Sportfischen mit Angelrute ist an bestimmten Küstenabschnitten vor allem im Westen des Parks gestattet. Die in der Blue Bay liegende Privatinsel Île des Deux Cocos, auf der sich ein Hotel befindet, ist nicht Teil des Schutzgebietes.
Die Kontrolle und Überwachung der verschiedenen zulässigen Aktivitäten innerhalb des Parks basieren auf den mauritischen Fischerei- und Meeresressourcenverordnungen von 2001, die besondere Bestimmungen für das Gebiet enthalten. Ein Lenkungsausschuss für die Verwaltung des Meeresparks setzt sich aus Vertretern der am stärksten umweltrelevanten Ministerien zusammen (Agrarindustrie, Fischerei, Umwelt, Tourismus, Wohnungsbau). Zur Durchsetzung der Vorschriften werden täglich Patrouillen durchgeführt.

## Gefahren
Das Ministerium für Fischerei und Rodrigues der Republik Mauritius sah in seinem „Management Plan“ von 2012 die Gefahr einer Umweltverschmutzung durch unkontrollierten Tourismus sowie eine ständige Zunahme von Wasserfahrzeugen und Touranbietern. Eine Studie zur Belastbarkeit des Parks ergab im März 2012 außerdem, dass Zuckerrohrfelder an der Westseite des Parks „als potenzielle Quellen für Nährstoff- und Sedimenteintrag“ einzuschätzen seien. Als „Bedrohung“ definierte das Ministerium eine mögliche Korallenbleiche mit nachfolgenden Schäden für das gesamte Ökosystem. Die Korallengemeinschaften im Park hätten durch Bleichereignisse aufgrund der menschengemachten globalen Erwärmung in den Jahren circa von 2002 bis 2012 schon „enorm“ gelitten. Andererseits stellten wissenschaftliche Untersuchungen fest, dass die Riffe im Blue Bay Marine Park – im Gegensatz zu anderen Orten – nach dem Bleichereignis von 2009 eine allmähliche Zunahme von lebenden Korallen erlebten. Auch sei der Park beim Bleichereignis des Jahres 2016 mit einer festgestellten Korallenbleiche von weniger als 15 Prozent weniger stark betroffen gewesen als andere Riffzonen in Mauritius. Die Nichtregierungsorganisation Eco-Sud legte 2012 ihr Programm Blue Lagoon auf, das mit dem Anlegen von Korallenbaumschulen auf eine Verbesserung des Ökosystems in der Baie de Grand Port – und damit auch im Blue Bay Marine Park – zielt.

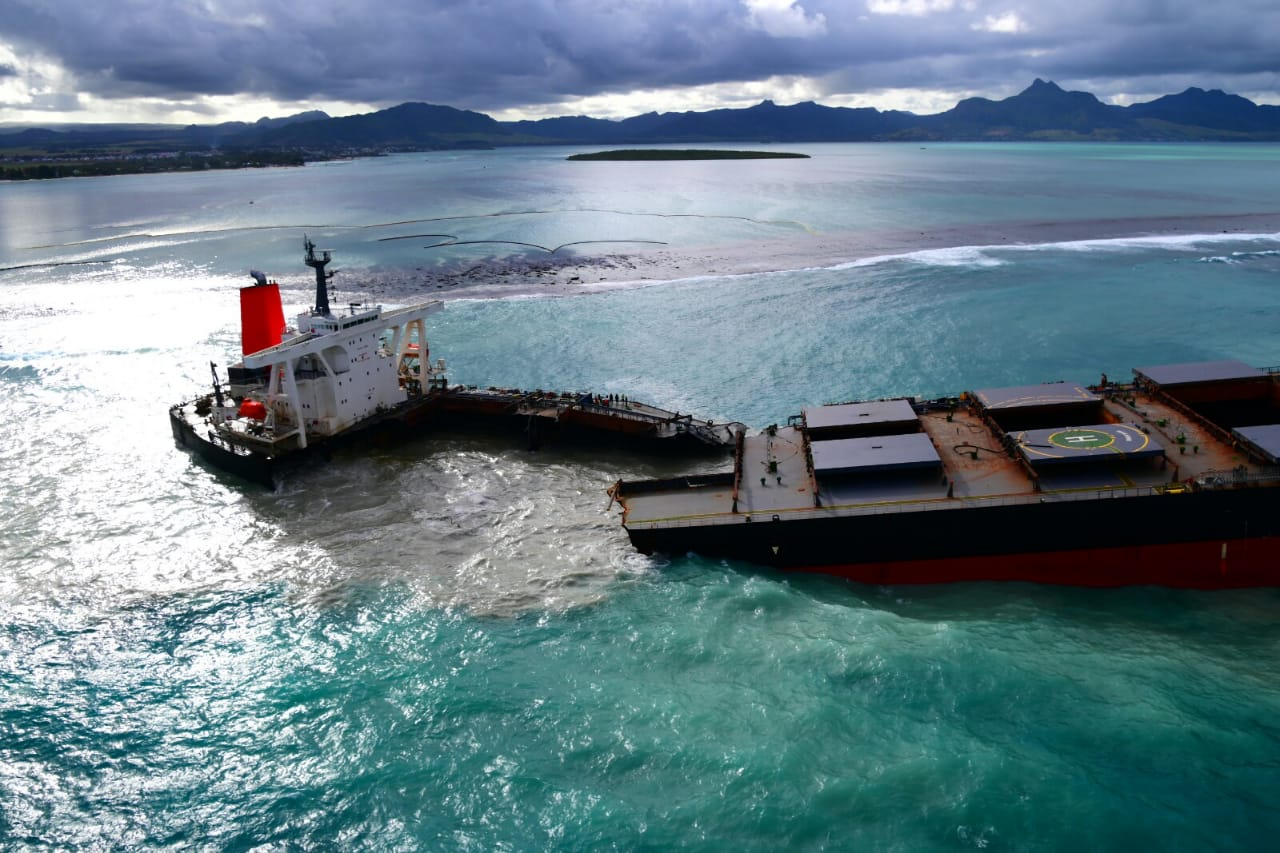
Havarierter Frachter Wakashio mit der Île aux Aigrettes und der Küste am Pointe d'Esny im Hintergrund

Als weitere Gefahren identifizierte das Ministerium die unangemessene Beaufsichtigung des Gebiets, die unzureichende Ausbildung der Beamten und den Mangel an adäquater Ausrüstung. So stünden keine Radargeräte zur Geschwindigkeitsüberwachung der Motorboote zur Verfügung. Ein Problem stelle auch Wilderei dar.
Bei der Havarie des japanischen Frachters Wakashio im Juli 2020, die eine Ölpest verursachte, zeigte sich, dass Mauritius für Ereignisse dieses Ausmaßes weder technisch noch personell gewappnet ist. Zeitweilig schien das sensible Ökosystem des Blue Bay Marine Park ernsthaft bedroht, doch floss das Öl durch die vorherrschenden Winde hauptsächlich nördlich der Unglücksstelle ab. Ein Team der Japanischen Katastrophenhilfe (Japan Disaster Relief, JDR) gelangte im August 2020 nach ersten Untersuchungen zu dem Fazit, dass keine direkten Auswirkungen auf die Korallen und Mangroven des Gebietes zu verzeichnen seien. Andere Wissenschaftler gaben unter anderem zu bedenken, dass sich durch die Havarie die Strömungsverhältnisse in der Lagune verändert hätten. Mögliche Langzeitschäden für den Park seien noch nicht zu überblicken.